# Tchintabaraden
Tchintabaraden è un comune urbano del Niger, capoluogo del dipartimento omonimo nella regione di Tahoua.